# 多脉腾越荚蒾
多脉腾越荚蒾（学名：Viburnum tengyuehense var. polyneurum）为忍冬科荚蒾属下的一个变种。